# Tōya Maru
El Tōya Maru (洞爺丸, Toya Maru) fue un transbordador ferroviario japonés construido por los Ferrocarriles Nacionales Japoneses (JNR) que se hundió durante el tifón Marie, conocido localmente como el tifón Tōya Maru, en el estrecho de Tsugaru entre las islas japonesas de Hokkaidō y Honshū el 26 de septiembre de 1954. JNR anunció en septiembre de 1955 que 1.153 personas a bordo murieron en el accidente. Sin embargo, el número exacto de víctimas mortales sigue siendo desconocido porque algunas víctimas lograron obtener pasaje en el barco en el último minuto y otras cancelaron sus billetes justo antes de que ocurriera el accidente.

## Hundimiento

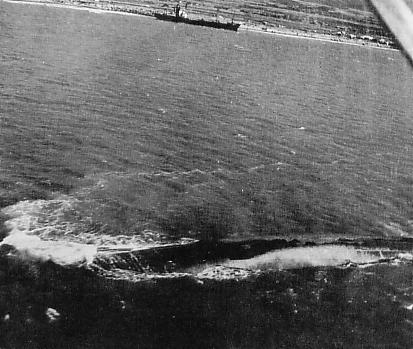
Hundimiento del Tōya Maru

El tifón Marie, que ya había atravesado Honshū, se encontraba en el mar de Japón a las 12:00 horas del 26 de septiembre de 1954, rumbo al noreste con vientos de más de 100 km/h (62 mph). Se predijo que llegaría al estrecho de Tsugaru alrededor de las 17:00 horas.
A las 11:00, el Tōya Maru llegó a Hakodate después de su primer viaje ese día desde Aomori. Originalmente estaba programado que regresara a las 14:40, para llegar a Aomori justo antes del tifón Marie. Sin embargo, debido a la tormenta esperada, otro ferry, el Dai 11 Seikan Maru, un barco de calidad algo inferior, no pudo partir en su viaje programado a Hakodate. Por lo tanto, los pasajeros y los vehículos fueron transferidos al Tōya Maru, retrasando su salida.
El capitán del Tōya Maru decidió cancelar su viaje a las 15:10.
A las 17:00, tras unas fuertes lluvias en Hakodate, el tiempo mejoró y las perspectivas mejoraron. El capitán, suponiendo que el tifón ya había pasado como se había previsto, decidió continuar el viaje hacia Aomori. Sin embargo, para entonces el tifón sólo había perdido fuerza y se predijo que permanecería sobre el estrecho durante un día entero.
De manera atípica, el tifón cobró fuerza en el mar de Japón y se consideró que ya se había convertido en un ciclón extratropical cuando llegó a Japón.
A las 18:39, el Tōya Maru partió de Hakodate con aproximadamente 1.300 pasajeros a bordo. Poco después, el viento se levantó y comenzó a soplar desde el sureste.
A las 19:01, el Tōya Maru bajó su ancla cerca del puerto de Hakodate para esperar a que el tiempo mejorara de nuevo. Sin embargo, debido a los fuertes vientos, el ancla no se sostuvo y el Tōya Maru quedó a la deriva. El agua entró en la sala de máquinas, debido al mal diseño de las cubiertas del vehículo, lo que provocó que su motor de vapor se detuviera y el Tōya Maru se volviera incontrolable. El transatlántico, ahora incontrolable, encalló en la playa de Nanae, en las afueras de Hakodate.
A las 22:26, el Tōya Maru encalló y se hizo una llamada de socorro. Sin embargo, las olas eran tan fuertes que el transatlántico ya no podía mantenerse en posición vertical y, alrededor de las 22:43, el Tōya Maru volcó y se hundió en el mar a varios cientos de metros de la costa de Hakodate. De las 1.309 personas a bordo, solo 150 sobrevivieron, mientras que 1.159 (1.041 pasajeros, 73 tripulantes y 41 personas más) murieron.
Entre los muertos había 35 soldados estadounidenses de la 1.ª División de Caballería de Artillería del Ejército de los Estados Unidos que viajaban desde Hokkaido como grupo de avanzada para establecer un nuevo campamento (Camp Younghans) en Higashine, Yamagata, cerca de Sendai. Un soldado sobrevivió cuando fue arrastrado por un ojo de buey. Otro, el segundo teniente George A. Vaillancourt, de la Batería C, 99.º Batallón de Artillería de Campaña, 1.ª División de Caballería, recibió póstumamente la Medalla del Soldado, la más alta medalla no combatiente en ese momento, por su coraje durante el desastre. El campo de fútbol del Camp Younghans fue dedicado a Vaillancourt el 24 de septiembre de 1955.
Otros cuatro transbordadores se hundieron en el mismo tifón, con un total de 1.430 muertos.